# Oryctorhynchus
Oryctorhynchus es un género extinto de rincosaurio cuyos restos se hallaron en la Formación Wolfville de Nueva Escocia, Canadá, del Triásico Superior (Carniense - Noriense). La especie tipo, O. bairdi, fue nombrada y descrita en 2020, y previamente se había interpretado como una especie de Hyperodapedon.

## Descubrimiento y denominación

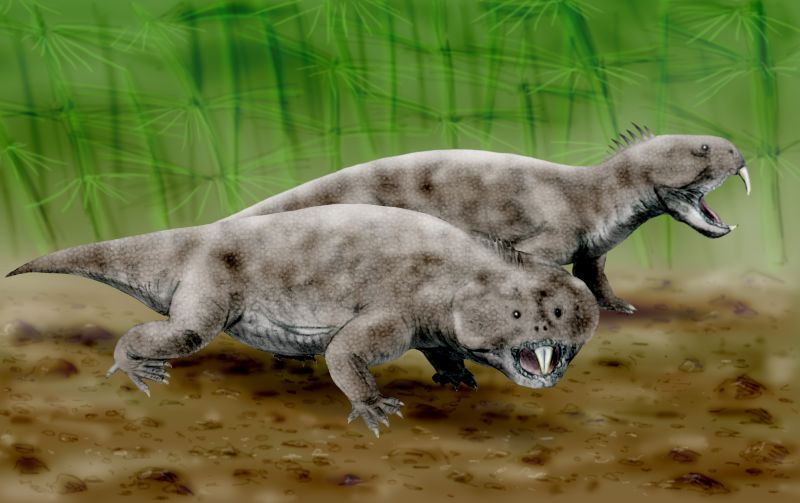
Reconstrucción de dos individuos del taxón estrechamente relacionado Hyperodapedon

El holotipo fue descubierto en la Formación Wolfville; fue mencionado por primera vez en 1963 por Baird. Un año después, fue informalmente referido como "Hyperodapedon" de Nueva Escocia" ( H . sp.) por Robin Whatley. Su primera descripción formal fue en 1982 donde también lo recuperó como una especie de Hyperodapedon. El holotipo no fue reconocido como un taxón distinto hasta la redescripción de Sues, Fitch y Whatley (2020) donde se irguió un nuevo género.
Dicho holotipo consta de una mandíbula parcial y varios fragmentos de cráneo, incluyendo el rostro y la bóveda del cráneo.

### Etimología
El nombre genérico viene del latín orycto, que significa excavar, y rhynchus, hocico; el nombre completo significa entonces hocico excavador. El nombre de especie bairdi actúa como epíteto en honor a David Baird, por su diligente investigación sobre los tetrápodos triásicos de Nueva Escocia .

## Clasificación
Originalmente Sues y colegas (2020) recuperaron a Oryctorhynchus como la especie hermana de Hyperodapedon y un taxón hiperodapedontino sin nombre de Wyoming. Fitch y colegas., (2023) irguieron de este indeterminado taxón el género  Beesiiwo, y lo recuperaron como taxón hermano a Oryctorhynchus bairdi:

## Paleoecología
Ornithorhynchus vivía en la Formación Wolfville (concretamente el miembro superior de Wolfville; Cuenca de Fundy), que probablemente corresponde a la Formación Popo Agie. La edad del miembro de Wolfville Superior no está clara; o bien data del final del Carniense tardío al Noriense temprano o simplemente del Carniense tardío (~230 Ma).
Habría coexistido con los procolofónidos Acadiella, Haligonia y Scoloparia, el cinodonto Arctotraversodon, el gorgonópsido Arctosuchus buceros (?) ), y el arcosauromorfo Teraterpeton.